# Campeonato Europeu de Halterofilismo de 1931
O 23º Campeonato Europeu de Halterofilismo foi realizado em  Luxemburgo, em Luxemburgo entre 3 a 4 de outubro de 1931. Foram disputadas cinco categorias.

## Medalhistas
| Evento    | Ouro                     | Ouro     | Prata                          | Prata    | Bronze                       | Bronze   |
| --------- | ------------------------ | -------- | ------------------------------ | -------- | ---------------------------- | -------- |
| 60 kg     | Saleh Soliman · Egito    | 282,5 kg | Eugen Mühlberger · Alemanha    | 270,0 kg | Rudolf Troppert · Áustria    | 270,0 kg |
| 67,5 kg   | Hans Haas · Áustria      | 317,5 kg | Kurt Helbig · Alemanha         | 302,5 kg | Ahmed Yusef · Egito          | 300,0 kg |
| 75 kg     | Rudolf Ismayr · Alemanha | 342,5 kg | Carlo Galimberti · Itália      | 332,5 kg | Anvar Arafa · Egito          | 327,5 kg |
| 82,5 kg   | Mokutar Husein · Egito   | 357,5 kg | Nicolas Scheitler · Luxemburgo | 350,0 kg | Robert Hirn · Áustria        | 342,5 kg |
| + 82,5 kg | Sayed Noseir · Egito     | 397,5 kg | Nikolaus Ries · Alemanha       | 367,5 kg | Josef Straßberger · Alemanha | 365,0 kg |

## Quadro de medalhas
| Ordem | País       | Medalha de ouro | Medalha de prata | Medalha de bronze | Total |
| ----- | ---------- | --------------- | ---------------- | ----------------- | ----- |
| 1     | Egito      | 3               | 0                | 2                 | 5     |
| 2     | Alemanha   | 1               | 3                | 1                 | 5     |
| 3     | Áustria    | 1               | 0                | 2                 | 3     |
| 4     | Itália     | 0               | 1                | 0                 | 1     |
| 4     | Luxemburgo | 0               | 1                | 0                 | 1     |
| Total | Total      | 5               | 5                | 5                 | 15    |